# 春奈有美
春奈 有美（はるな ゆみ）は、日本の女性声優。主にアダルトゲームに声をあてている。2008年、体調不良により声優業を休業した。

## 出演
太字は主役・メインキャラクター。

### アダルトゲーム
2003年
- しあわせのかたち（神奈 水萌）
- どきどきクローゼット（堤 璃里花）
- 窓ごしの部屋2（流水）

2004年
- 看護しちゃうぞ3 看護婦さんは甘えんぼ（蓮台寺 渚）
- 機甲少女隊ガールズフォース（レベッカ・イーグレット）
- こころちゃんの秘密診療ファイル（四ツ谷 杏子）
- THE 面接官（葉月 弥生）
- 裸エプロン学園（高橋 智子）
- メイクラヴ・ジャンキース（平野 詠子）
- 弄ing 〜もてあそばれたい〜（乃川 弥恵）

2005年
- 愛玩委員長〜同級生は肉奴隷〜（篠原 美雪）
- 妹レイプ 〜妹の小生意気な媚肉〜（星野 眞美）
- 神様のいうとおりッ くじびきAI-BIKIスクランブル（飯塚 祐）
- チアガール集団レイプ〜ご奉仕肉奴隷〜（上田 奈月）
- 透子先生の輪姦授業〜女教師肉穴レッスン〜（倉見 透子）
- ナイショのよりみち（鶴見 つばさ）
- 揺れる巨乳恥女列車〜痴漢されたい女達〜（なつみ）

2006年
- 姉恋模様（甲本 恵）
- 新妻x義母（オクサマxオクサマ） 〜花嫁は女子校生〜 第3巻（小野田 亜美）
- コスってギンギン フルセットパック（早坂 優美）
- 少女狩り（相葉 希更）
- その花びらにくちづけを（織田 七海）
- 波の間に間に 〜さざなみ診療所〜（清瀬 理恵）
- 爆乳喫茶（深田 律子）
- 爆乳ナース（香山 理沙）
- ぼくの巫女は、小さな恋妹〜寵愛〜（神無月 桐子、三ノ宮 碧）

2007年
- 母娘ねぶり〜誘う人妻・抱かれたい母娘〜（加賀美 友里）
- 秋のうららの〜あかね色商店街〜（小田島 小鈴）

2008年
- 淫触の退魔巫女 楓（緋褪 楓）
- 淫楽の血族 〜禁断の呪縛〜（桐生 静恵）
- 俺たちに翼はない〜Prelude〜（日野 英里子）
- こなゆき ふるり〜柚子原町カーリング部〜（吉岡 冴子）
- Palmyra 〜熱砂の海と美なる戦姫〜（ザブダス、アトラント）
- Bible Black -The Infection-（北見 麗華）
- 優希先生の実践セックス授業〜み〜んな教えてあげる〜（松本 優希）
- 凌辱スカウト〜アイドル専属契約〜（内藤 里穂）
- その花びらにくちづけを 唇とキスで呟いて（織田七海）

### アダルトアニメ
- 大悪司（中山 多恵子）